# 2018年航空
此條目列出2018年發生有關航空運輸的事件。

## 事件

### 1月
- 1月13日：發生土耳其飛馬航空8622號班機事故，3人受輕傷。
- 1月17日：發生2018年藍寶石航空UH-1直升機墜毀事故，導致機上5人罹難。
- 1月18日：仁川市仁川國際機場2號客運大樓啟用。
- 1月29日：發生1·29貴州綏陽飛機墜毀事故，導致機上全部人員罹難。

### 2月
- 2月11日：發生薩拉托夫航空703號班機空難，導致機上71人全部罹難。
- 2月18日：發生伊朗阿塞曼航空3704號班機空難，導致機上65人全部罹難。
- 2月26日：土庫曼納巴德國際機場（英语：Turkmenabat International Airport）啟用。

### 3月
- 3月6日：發生2018年俄羅斯空軍安-26運輸機墜毀事故，導致機上39人全部罹難。
- 3月11日：發生2018年伊朗龐巴迪挑戰者墜毀事故，導致機上11人全部罹難。
- 3月12日：發生孟加拉優速航空211號班機空難，導致機上51人死亡20人受傷。
- 3月25日：甘肅省隴南市隴南成縣機場啟用。
- 3月26日：五大湖航空（英语：Great Lakes Airlines）停運。
- 3月29日：新疆維吾爾自治區巴音郭楞蒙古自治州若羌樓蘭機場啟用。

### 4月
- 4月2日：發生馬里恩市機場撞機事故，導致2人死亡。
- 4月11日：發生阿爾及利亞空軍伊留申-76運輸機墜毀，機上257人全部罹難。
- 4月17日：發生西南航空1380號班機事故，導致1人死亡7人受傷，也是西南航空首次發生乘客死亡事故。
- 4月26日：廣東省廣州市廣州白雲國際機場2號航站樓啟用。

### 5月
- 5月14日：發生四川航空8633號班機事故，導致兩人受傷。
- 5月18日：發生古巴航空972號班機空難，導致112人死亡1人受重傷。
- 5月24日：東加里曼丹省沙馬林達阿吉王爵天猛公普拉諾托國際機場啟用，原有的特敏東機場隨即關閉。

### 6月
- 6月16日：發生2018年雲南鳳翔通用航空公司直升機墜毀事故，導致機上3人全部死亡。

### 7月
- 7月19日：空中巴士A330-700L進行首飛。
- 7月31日：發生墨西哥航空2431號班機墜毀事故，導致39人受傷。

### 8月
- 8月4日：發生2018年Ju 52運輸機空難（英语：2018 Ju-Air Junkers Ju 52 crash），機上20人全部罹難。
- 8月10日：發生2018年地平線航空Q400事件，地平線航空（英语：Horizon Air）一架飛機遭到盜駕並墜毀，1人死亡。
- 8月16日：江西省南昌市南昌瑤湖機場啟用，原有的南昌青雲譜機場隨即關閉。
- 8月16日：發生廈門航空8667號班機事故，沒有人受傷。
- 8月28日：發生首都航空5759號班機事故，導致機上5人受傷。
- 8月29日：天空工程航空（英语：SkyWork Airlines）停運。
- 8月31日：VLM航空（英语：VLM Airlines）停運。

### 9月
- 9月1日：青海省海北藏族自治州海北祁連機場正式啟用。
- 9月1日：發生烏塔航空579號班機事故，機上18人受傷，地面有1人死亡。
- 9月10日：四川省瀘州市瀘州雲龍機場啟用。
- 9月24日：錫金邦甘托克帕克永機場啟用。
- 9月28日：發生紐幾內亞航空73號班機空難，導致機上1人死亡6人受傷。

### 10月
- 10月2日：派美拉航空停運。
- 10月18日：深藍航空停運。
- 10月27日：發生李斯特城足球會直升機墜毀事故，導致機上5人全部罹難。
- 10月28日：河南省信陽市信陽明港機場啟用。
- 10月29日：伊斯坦堡機場啟用，原有的伊斯坦堡阿塔圖克機場停止客運航班。
- 10月29日：發生獅子航空610號班機空難，導致機上189人全部罹難。此空難因與後來的埃塞俄比亞航空302號班機空難十分相似，最終導致波音737 MAX的機型全球停飛。

### 11月
- 11月8日：陜西省延安市延安南泥灣機場啟用。
- 11月9日：發生牙買加飛天航空256號班機事故，導致1人死亡5人受傷。
- 11月27日：保和-邦勞國際機場啟用，原有的塔比拉蘭機場隨即關閉。
- 11月30日：浙江省湖州市德清莫干山機場啟用。

### 12月
- 12月5日：瑞士私人航空停運。
- 12月24日：發生2018年普埃布拉州直升機墜毀事故，導致機上5人全部罹難。
- 12月26日：湖南省岳陽市岳陽三荷機場啟用，新疆維吾爾自治區圖木舒克市圖木舒克唐王城機場啟用。
- 12月30日：廣寧省雲屯縣下龍灣雲屯國際機場啟用。